# Ovifat
Ovifat (en wallon : Ôvîfa ) est un village des Hautes-Fagnes en Belgique. Administrativement, il fait partie de la commune de Waimes dans les Cantons de l'Est de la province de Liège (Région wallonne de Belgique). 
Situé à quelques kilomètres au sud du Signal de Botrange, point culminant de la Belgique, le village est connu pour être un des rares centres de sports d'hiver en Belgique. Ses habitants sont appelés les Barras (ce qui signifie béliers en wallon).

## Patrimoine
- Station d'hiver : trois pistes de ski alpin et une piste de luge qui sont, de par leur altitude (615 m), les mieux enneigées de Belgique. Les pistes de ski sont accessibles en transports publics, depuis l'arrêt Sourbrodt, Gîte d'étape, situé à 500 m et desservi par les bus 390 et 394.
- Le château de Reinhardstein.
- Les gorges du Bayehon et sa cascade.
- Le Signal de Botrange, ainsi que de nombreux refuges de vacances.
- Station d'été : Le site de la piste de ski se transforme en été en Centre de loisirs. Il est possible d'y pratiquer le Bob Kart, une descente de la piste de ski avec un bob engin non motorisé.